# Het Cultuurfonds
Het Cultuurfonds (Prins Bernhardfonds jusqu'en 1999 et Prins Bernhard Cultuurfonds jusqu'en 2023), également connu sous le nom de Anjerfonds, est une organisation non gouvernementale néerlandaise soutenant des projets dans le domaine de la culture et de la conservation de la nature aux Pays-Bas par le biais de contributions financières, de commandes, de prix et de bourses. 

## Histoire
Le Cultuurfonds est fondé le 10 août 1940 à Londres sous le nom de Spitfire Fund. L'objectif est de mettre à disposition des fonds pour l'achat de biens militaires ; le nom de ce fonds est probablement donné à l'avion de chasse britannique Supermarine Spitfire, auquel les fonds sont également affectés. Les moyens pour la création de ce fonds — au cours de la guerre, plus de 20 millions de florins (ce qui correspondrait à un pouvoir d'achat actuel de plus de 310 millions d'euros) — provenaient des collectes de fonds de la population néerlandaise aux Indes orientales néerlandaises, aux Antilles et au Suriname. Le fonds est placé dès le début sous le patronage du prince Bernhard. Après la guerre, la mission du fonds est réorientée vers la « promotion de la résistance spirituelle par l'éducation culturelle » et le nom est changé pour le patron ; en 1999, il est changé en « Prins Bernhard Cultuurfonds ».
Le changement de nom actuel en Het Cultuurfonds a lieu le 7 novembre 2023, pour tenir compte du fait que l'appartenance du prince Bernhard au parti national-socialiste, qu'il a toujours niée, est néanmoins prouvée par une carte de membre du parti retrouvée par un historien dans son héritage en 2023.

## Financement
Au début, l'« Anjeractie » annuelle est la principale source de financement. A partir de 1960, le fonds reçoit une grande partie des bénéfices des paris sur les loteries néerlandaises et, à partir de 1970, du « Giroloterij » (désormais BankGiro Loterij) et, en outre, depuis 1974, une partie des recettes du loto. D'autres recettes proviennent entre autres de donations, de dons ainsi que de revenus de capitaux. En 2006, le fonds dispose d'environ 17 millions d'euros (sur une base annuelle) pour ses activités. En 2018, ce chiffre est de 38 millions d'euros, en 2021 de 40 millions d'euros, dont environ 21 millions d'euros provenaient des loteries. L'organisation a besoin de plus de 8 millions d'euros pour son fonctionnement (bâtiments, frais de personnel, pensions, etc.),.